# Informationstechnischer Assistent
Der Bildungsgang Informationstechnischer Assistent/Informationstechnische Assistentin (ITA) ist eine länderspezifisch geregelte schulische Vollzeitausbildung an einem Berufskolleg oder einer höheren Berufsfachschule.
Er orientiert sich am breiten Spektrum der Informationstechnik, mit Fokus auf Softwaretechnik.

## Berufsbild
Mögliche berufliche Tätigkeiten finden sich im Bereich von Softwareentwicklung, Inbetriebnahme von Computersystemen, Service und Wartung. Informationstechnische Assistenten sind auch dort tätig, wo es um die Programmierung technischer Systeme und Prozesse geht. Informationstechnische Assistenten verfügen über fundierte Fachkenntnisse in den Bereichen Soft-, Hardware und Netzwerktechnik. Auf Grund der praxisorientierten Ausbildung besitzen sie sehr gute praktische Erfahrung und sind eigenverantwortliches und kooperatives Arbeiten gewohnt.
Der Bildungsgang ist so gestaltet, dass stets praxisbezogen das notwendige Wissen aus Informatik und Elektro- und Produktionstechnik vermittelt wird. Dabei werden praxisorientierte Aufgabenstellungen an vernetzten Computer- und rechnerintegrierten Fertigungs- und Montagesystemen auf industriellem Niveau gelöst.
Praktika und enge Kontakte zu Unternehmen aus dem Industrie-, Handwerks- und Dienstleistungsbereich gehören zum Pflichtprogramm. Eine enge Verzahnung von Theorie und Praxis wird durch handlungsorientierten Unterricht erreicht. Die Schüler haben die Möglichkeit, ihre Lernaufgaben selbständig zu strukturieren. In praxisnahen Projekten, die Eigenständigkeit und Einsatz fördern, erwerben und vertiefen sie ihre Kenntnisse. Eigenes Planen und Handeln sind dabei besonders wichtig.
Der Bildungsgang schließt mit einer staatlichen Prüfung ab. Die Berufsbezeichnung lautet „staatlich geprüfte/r informationstechnische/r Assistent/in“. Zusätzlich wird durch eine je nach Bundesland freiwilligen Abschlussprüfung die Fachhochschulreife erworben.
Dieser Bildungsgang kann außerdem auf einigen Berufskollegs mit der "allgemeinen Hochschulreife" (AHR/Abitur) abgeschlossen werden. In diesem Fall sind Mathematik und Technische Informatik die Leistungskurse (LKs). Die schulische Ausbildung dauert in diesem Falle dann 3½ Jahre.

## Praktika
Betriebspraktika sind fester Bestandteil der Ausbildung und damit verpflichtende Schulveranstaltung – die Dauer ist länderspezifisch festgelegt und beträgt meist zwischen vier und sechzehn Wochen. Es ist hierbei Aufgabe der Schüler, einen geeigneten Praktikumsplatz zu finden, wobei sie durch die Schule unterstützt werden. Über ihre Tätigkeiten während des Praktikums fertigen die ITAs Dokumentationen an, die in Berichten zusammengefasst sein sollen. Diese werden der Ausbildungsschule vorgelegt und bewertet.

## Berufliche Einsatzgebiete
Typische Arbeits- und Aufgabenfelder sind:
- Anwendungsentwicklung (Programmiersprache/n wird/werden erlernt)
- Verwaltung von Rechnersystemen und Netzwerken
- Entwicklung elektronischer Geräte und Systeme
- Auslegung von Rechnerkomponenten und Vertrieb bzw. Verkauf informationstechnischer Produkte
- Erbringen von Serviceleistungen an Hard- und Software
- First- und Second-Level-Support
- Organisation von Schulungen

## Unterrichtsinhalte
Die Unterrichtsinhalte werden länderspezifisch in entsprechenden Ausbildungsordnungen festgelegt. Sie umfassen Automatisierungstechnik, Elektro- und Prozesstechnik, Betriebssysteme und Netzwerke, Datenbanken, objektorientierte Programmierung, Webdesign sowie Rechner- und Systemtechnik.
Die Ausbildung zum informationstechnischen Assistenten entspricht inhaltlich dem Fachinformatiker, Fachrichtung Anwendungsentwicklung und Systemintegration im dualen System.

## Abschluss mit Doppelqualifikation
Der Bildungsgang schließt mit zwei getrennten Abschlussprüfungen ab, in der die Lernenden den Nachweis der erworbenen beruflichen Kompetenz und der Studierfähigkeit erbringen. Die allgemeine Hochschulreife beinhaltet die Leistungskurse Technische/Praktische Informatik und Mathematik. Diese Regelung unterscheidet sich je Bundesland und ist in manchen gar nicht vorhanden. Durch das Bestehen der Abschlussprüfungen erwerben die Schüler einerseits
- den staatlich anerkannten Berufsabschluss „Staatlich geprüfte informationstechnische Assistentin/Staatlich geprüfter informationstechnischer Assistent“

und andererseits
- die Fachhochschulreife oder allgemeine Hochschulreife.

## Sonderregelungen

### Hessen, Bremen und Niedersachsen
In Hessen, Bremen und Niedersachsen dauert die Ausbildung nur 2 Jahre, die Zusatzkurse für die Fachhochschulreife sind hierbei lediglich die Hauptfächer. Während der Ausbildung zum "staatl. gepr. informationstechnischen Assistenten – Computer- und Netzwerktechnik" muss ein vierwöchiges bescheinigtes Praktikum in einem Betrieb absolviert werden.
Zur Erlangung der Fachhochschulreife gibt es zwei Möglichkeiten. Bei der ersten Variante sind während des zweiten Ausbildungsjahres Zusatzstunden in den Hauptfächern Deutsch, Englisch und Mathematik zu belegen, es muss außerdem nach dem zweiten Ausbildungsjahr ein halbjähriges Praktikum oder eine weiterführende Ausbildung absolviert werden. Alternativ ist es möglich, nach bestandener Ausbildung die 12. Klasse einer Fachoberschule zu besuchen und auf diesem Wege die Fachhochschulreife zu erlangen.

### Rheinland-Pfalz
In Rheinland-Pfalz nennt sich die Ausbildung Informationstechnik an einer höheren Berufsfachschule (HBF) und dauert 2 Jahre. Die/Der Schülerin/Schüler kann bei Beginn des Schuljahres selbst entscheiden, ob sie/er die Zusatzfächer (Deutsch, Englisch, Mathematik, Sozialkunde und Physik) für die Fachhochschulreife belegen will. Dies muss schriftlich der/dem zuständigen Lehrerinnen/Lehrer mitgeteilt werden. Während der Ausbildung muss ein 12- oder 16-wöchiges bescheinigtes Praktikum in einem Betrieb absolviert werden. Über Dauer des Praktikums entscheidet die Schule. Falls kein Praktikum gefunden wurde, muss die/der Schülerin/Schüler die Schule verlassen.
Nach Bestehen der Abschlussprüfung darf sich die/der Absolventin/Absolvent "staatlich geprüfte/r informationstechnische/r Assistentin/Assistent" nennen.
Um die allgemeine Fachhochschulreife zu erwerben, muss noch ein halbjähriges Praktikum absolviert werden. Erst dann ist der Schulabschluss bundesweit anerkannt. Das Praktikum des Bildungsganges wird mit angerechnet.